# Nyarong
Nyarong Dzong (Tibetaans) of Xinlong Xian (Chinees) is een arrondissement in de Tibetaanse autonome prefectuur Garzê in de provincie Sichuan in China. De hoofdstad van Nyarong is Rinang.

## Geschiedenis
Historisch is Nyarong een vorstendom in de Tibetaanse provincie Kham. Tussen 1863 en 1865 voerde het oorlog met het vanuit Lhasa bestuurde Tibet.

## Bevolking, geografie en klimaat
Het heeft een oppervlakte van 8570 km² en in 2000 telde het 40.505 inwoners. De gemiddelde jaarlijkse temperatuur is 7,4 °C en jaarlijks valt er gemiddeld 603,5 mm neerslag.

## Galerij

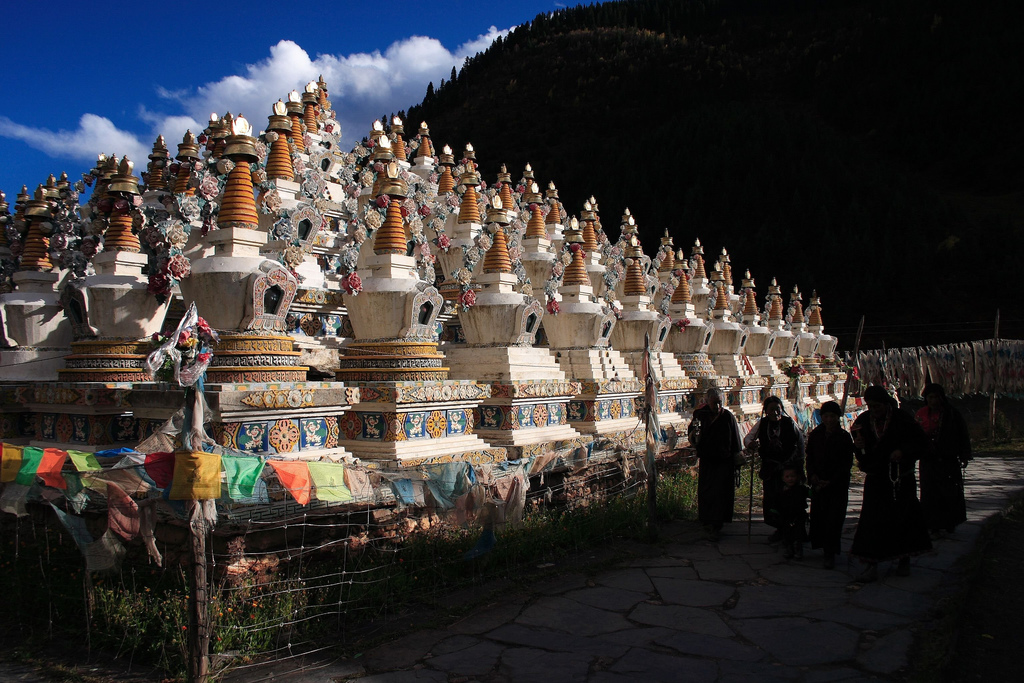
Pagode in Larima in Nyarong